# Плесовских, Иван Сергеевич
Иван Сергеевич Плесовских (род. 14 июня 1988) — российский биатлонист, чемпион России. Мастер спорта России по биатлону и лыжным гонкам (2010).

## Биография
Воспитанник ДЮСШ пгт. Приобье (Ханты-Мансийский автономный округ), тренер — К. И. Садовников. На национальных соревнованиях представлял ХМАО.
Неоднократный призёр первенств России в младших возрастах, в том числе чемпион в 2009 году в командной гонке. Серебряный призёр первенства России по летнему биатлону в эстафете (2008).
На взрослом уровне — чемпион России 2011 года в патрульной гонке в составе сборной ХМАО.
Чемпион Тюменской области по лыжным гонкам (2010).
Завершил спортивную карьеру в начале 2010-х годов.